# Truy kích (phim 2011)
Truy kích là một bộ phim hành động ly kỳ dành cho lứa tuổi thiếu niên của đạo diễn John Singleton, với sự góp mặt của ngôi sao người sói trong phim Chạng vạng Taylor Lautner. Phim xoay quanh hành trình một chàng trai trẻ (Nathan Harper) bị kẹt giữa CIA và xã hội đen trên đường đi tìm lại danh tính và gốc tích của mình. Phim khởi chiếu tại Hoa Kỳ ngày 23/9 và tại Việt Nam ngày 7/10/2011, với phụ đề tiếng Việt.

## Bảng phân vai
- Taylor Lautner trong vai Nathan Harper/Steven Price. Đây là phim thứ tám anh tham gia nhưng mới là phim thứ ba đảm nhận vai chính, sau vai cậu bé cá mập trong The Adventures of Sharkboy and Lavagirl in 3-D năm 2005 và người sói Jacop Black trong Chạng vạng 2009-2012.
- Lily Collins (con gái trong cuộc hôn nhân thứ hai của danh ca nhạc R&B, Rock và Pop Phil Collins) trong vai Karen Murphy
- Alfred Molina trong vai Frank Burton
- Jason Isaacs trong vai Kevin Harper
- Maria Bello trong vai Mara Harper
- Sigourney Weaver trong vai Dr. Geraldine Bennett
- Elisabeth Röhm trong vai Lorna Price
- Michael Nyqvist trong vai Viktor Kozlow
- Aunjanue Ellis trong vai Francheska
- Antonique Smith trong vai Sandra Burns
- Dermot Mulroney trong vai Martin Price

## Sản xuất
Bộ phim xuất phát từ ý tưởng của nhà sản xuất Jeremy Bell nghĩ ra và chia sẻ với các đồng nghiệp từ năm 2007.

## Âm nhạc
1. Train – "To Be Loved"
2. Lenny Kravitz – "Come On Get It"
3. Raphael Saadiq – "Heart Attack"
4. Oh Land – "Twist My Memory"
5. Hot Bodies in Motion – "Under My Skin"
6. Black Stone Cherry – "Blame It On The Boom Boom"
7. Blaqk Audio – "The Witness"
8. Cobra Starship – "#1 Nite"
9. Alexis Jordan – "Good Girl"
10. Matthew Koma – "Novocaine Lips"
11. Superstar Shyra – "DJ Love Song"
12. Donora – "The Chorus"
13. Andrew Allen – "Loving You Tonight"
14. Edward Shearmur – "Abduction Suite"

## Đón nhận
Bộ phim được các thành viên trang Imdb cho điểm khá dè dặt, với tổng số điểm dao động 3,8-3,9 trên 10.